# One More Time (Rod Stewart)
One More Time è un singolo del 2021 del cantautore rock britannico Rod Stewart, primo estratto dall'album The Tears of Hercules.
Rilasciato in anteprima il 16 settembre durante il Zoe Ball Breakfast Show su BBC Radio 2, il brano è stato un'anticipazione del nuovo album in studio dell'artista (in uscita il 12 novembre dello stesso anno).

## Descrizione
La canzone tratta di un rambling man, traducibile sia come "girovago" sia come "sconclusionato", che abbandona la stabilità dell'amore della sua donna per continuare imperterrito la sua vita errante ("Adesso spero troverai quello che cerchi | Qualcuno che ti coccoli e ti baci appena entri dalla porta | E che ti onori con dei bambini e stia insieme a te per sempre | Quindi bon voyage, addio, au revoir | Vado a Woodstock nella mia Jaguar scassata | Nessun rimpianto o tristezza, ma forse avremmo dovuto conoscerci meglio").
Prima di lasciarla, tuttavia, il protagonista chiede alla donna di stare insieme per un'altra e ultima volta "in nome dei vecchi tempi".